# 序奏
序奏（じょそう、英語: Introduction）とは、音楽用語で、楽曲の冒頭の主要部を導入する部分。序奏部、導入部、イントロダクション、イントロとも呼ばれる。

## 概要
通常西洋音楽の中でも特にソナタ形式の楽曲でしばしば用いられ、18世紀以降、交響曲の第1楽章冒頭に置かれることが多くなった。ある楽曲の主要な部分に対し、準備的に置かれる短い部分で、主要部を暗示したり主題に関連性を持たせたりと連続性がある点が特徴で、通常は序奏部のテンポは遅く、主要部に入り早くなるのが一般的だが、ともに遅い場合やともに速い場合もある。この先行部分が後続する部分と切断され、それ自体が一つの楽曲として完結している場合は序曲と呼ばれる。

### ブラームスの例
ブラームスは最初の構想から完成までに20年以上を要した交響曲第1番で、当初は序奏を持たない第1楽章を考えていた。1862年にブラームスは2台のピアノ用のソナタをもとに交響曲に仕立てる試みを行うとクララ・シューマンに第1楽章を送り、それをピアノで弾いて聴かせたが、クララはそこには序奏はなく、フォルテでドが鳴らされた後、現在のアレグロの部分から曲が始まっていることに大変驚いたものの、全体はとても興味深いやり方で織り上げられているとヨーゼフ・ヨアヒムあての手紙の中でコメントした。その後、壮大な序奏部が追加され、完成稿の偉大でモニュメンタルな性格を持つにいたる。